# San Holo/Diskografie
Diese Diskografie ist eine Übersicht über die musikalischen Werke des niederländischen DJs und Musikproduzenten San Holo. Den Schallplattenauszeichnungen zufolge hat er bisher mehr als eine Million Tonträger verkauft. Seine erfolgreichste Veröffentlichung ist die Single Light mit über 555.000 verkauften Einheiten.

## Alben

### Studioalben
| Jahr | Titel    | Höchstplatzierung, Gesamtwochen, AuszeichnungChartplatzierungen (Jahr, Titel, Platzierungen, Wochen, Auszeichnungen, Anmerkungen) | Höchstplatzierung, Gesamtwochen, AuszeichnungChartplatzierungen (Jahr, Titel, Platzierungen, Wochen, Auszeichnungen, Anmerkungen) | Anmerkungen                              |
| Jahr | Titel    | NL | Dance | Anmerkungen                              |
| ---- | -------- | --- | --- | ---------------------------------------- |
| 2018 | album1   | NL80 (1 Wo.)NL | Dance7 (2 Wo.)Dance | Erstveröffentlichung: 21. September 2018 |
| 2021 | BB U Ok? | — | Dance3 (1 Wo.)Dance | Erstveröffentlichung: 4. Juni 2021       |

### EPs
| Jahr | Titel                            | Anmerkungen                              |
| ---- | -------------------------------- | ---------------------------------------- |
| 2013 | Corellia                         | Erstveröffentlichung: 26. März 2013      |
| 2013 | Demons                           | Erstveröffentlichung: 10. Oktober 2013   |
| 2014 | Cosmos                           | Erstveröffentlichung: 18. September 2014 |
| 2015 | Victory                          | Erstveröffentlichung: 25. Mai 2015       |
| 2016 | New Sky                          | Erstveröffentlichung: 11. März 2016      |
| 2017 | The Trip                         | Erstveröffentlichung: 26. Dezember 2017  |
| 2018 | Create Create Createals Casilofi | Erstveröffentlichung: 28. Dezember 2018  |
| 2020 | Stay Vibrant                     | Erstveröffentlichung: 27. März 2020      |

## Singles

### Als Leadmusiker
| Jahr | Titel Album                     | Höchstplatzierung, Gesamtwochen, AuszeichnungChartplatzierungen (Jahr, Titel, Album, Platzierungen, Wochen, Auszeichnungen, Anmerkungen) | Höchstplatzierung, Gesamtwochen, AuszeichnungChartplatzierungen (Jahr, Titel, Album, Platzierungen, Wochen, Auszeichnungen, Anmerkungen) | Anmerkungen                                                          |
| Jahr | Titel Album                     | NL | Dance | Anmerkungen                                                          |
| --- | ------------------------------- | --- | --- | -------------------------------------------------------------------- |
| 2014 | You Don’t Know –                | — | — | Erstveröffentlichung: 18. April 2014 mit Boehmer                     |
| 2015 | We Rise –                       | — | Dance— GoldDance | Erstveröffentlichung: 23. Februar 2015 Verkäufe: + 555.000           |
| 2015 | Bwu –                           | — | — | Erstveröffentlichung: 31. März 2015                                  |
| 2015 | Imissu –                        | — | — | Erstveröffentlichung: 4. September 2015 mit Father Dude              |
| 2015 | Can’t Forget You –              | — | — | Erstveröffentlichung: 27. November 2015 feat. The Nicholas           |
| 2016 | Light –                         | — | Dance13 Gold · (20 Wo.)Dance | Erstveröffentlichung: 2016 Verkäufe: + 555.000                       |
| 2016 | Still Looking –                 | — | — | Erstveröffentlichung: 7. Juni 2016                                   |
| 2016 | Pocket –                        | — | — | Erstveröffentlichung: 15. Juli 2016 The Nicholas                     |
| 2016 | Raw –                           | — | — | Erstveröffentlichung: 18. Juli 2016                                  |
| 2016 | OK! –                           | — | — | Erstveröffentlichung: 10. Oktober 2016 mit Jauz                      |
| 2017 | Lines of the Broken –           | — | — | Erstveröffentlichung: 16. Mai 2017 mit Droeloe feat. CUT             |
| 2017 | The Future –                    | — | Dance50 (1 Wo.)Dance | Erstveröffentlichung: 8. September 2017 feat. James Vincent McMorrow |
| 2017 | I Still See Your Face –         | NL31 (6 Wo.)NL | — | Erstveröffentlichung: 12. September 2017                             |
| 2017 | One Thing –                     | — | — | Erstveröffentlichung: 17. November 2017                              |
| 2018 | Right Here, Right Now –         | — | — | Erstveröffentlichung: 23. März 2018 feat. Taska Black                |
| 2018 | Lift Me from the Ground Album 1 | — | Dance39 (2 Wo.)Dance | Erstveröffentlichung: 3. August 2018 feat. Sofie Winterson           |
| 2018 | Brighter Days Album 1           | — | Dance49 (1 Wo.)Dance | Erstveröffentlichung: 31. August 2018 feat. Bipolar Sunshine         |
| 2019 | Lead Me Back –                  | — | Dance49 (1 Wo.)Dance | Erstveröffentlichung: 22. Februar 2019                               |
| 2019 | Lost Lately –                   | — | — | Erstveröffentlichung: 12. Juli 2019                                  |
| 2020 | Honest –                        | — | Dance25 (8 Wo.)Dance | Erstveröffentlichung: 31. Januar 2020 feat. Broods                   |
| 2020 | BB U Ok?                        | — | Dance32 (1 Wo.)Dance | Erstveröffentlichung: 1. Dezember 2020                               |
| 2021 | It Hurts BB U Ok?               | — | Dance41 (1 Wo.)Dance | Erstveröffentlichung: 10. März 2021                                  |
| 2022 | We Will Meet Again –            | — | Dance39 (1 Wo.)Dance | Erstveröffentlichung: 1. Juni 2022 mit Jai Wolf                      |
| Folgende Lieder erschienen nicht als Single, wurden aber durch das Album zum Download und Streaming bereitgestellt und konnten somit eine Platzierung erlangen: |                                 | | |                                                                      |
| |                                 | | |                                                                      |
| 2018 | Show Me Album 1                 | — | Dance42 (1 Wo.)Dance |                                                                      |

### Als Gastmusiker
| Jahr | Titel Album          | Höchstplatzierung, Gesamtwochen, AuszeichnungChartplatzierungen (Jahr, Titel, Album, Platzierungen, Wochen, Auszeichnungen, Anmerkungen) | Höchstplatzierung, Gesamtwochen, AuszeichnungChartplatzierungen (Jahr, Titel, Album, Platzierungen, Wochen, Auszeichnungen, Anmerkungen) | Anmerkungen                |
| Jahr | Titel Album          | NL | Dance | Anmerkungen                |
| --- | -------------------- | --- | --- | -------------------------- |
| Folgende Lieder erschienen nicht als Single, wurden aber durch das Album zum Download und Streaming bereitgestellt und konnten somit eine Platzierung erlangen: |                      | | |                            |
| |                      | | |                            |
| 2018 | Summertime New Blood | — | Dance39 (2 Wo.)Dance | Yellow Claw feat. San Holo |

## Produktionen
| Jahr | Titel              | Interpretation              |
| ---- | ------------------ | --------------------------- |
| 2014 | Beautiful          | The Nicholas feat. San Holo |
| 2015 | Smile On Your Face | Point Point feat. San Holo  |
| 2018 | Happy Now          | Slander                     |
| 2018 | Shibuya            | Covet                       |

## Sonderveröffentlichungen
| Jahr | Titel                | Interpretation                                      |
| ---- | -------------------- | --------------------------------------------------- |
| 2014 | Double Oreo          | Point Point                                         |
| 2014 | The Next Episode     | Dr. Dre feat. Snoop Dogg                            |
| 2014 | Holding U            | Autolaser                                           |
| 2015 | So High              | Doja Cat                                            |
| 2015 | Afterlife            | Tchami feat. Stacy Barthe                           |
| 2015 | CoCo                 | O.T Genasis                                         |
| 2015 | Ms. Jackson          | OutKast                                             |
| 2015 | In da Club           | 50 Cent                                             |
| 2015 | Lose Yourself        | Eminem                                              |
| 2015 | Ride Wit Me          | Nelly                                               |
| 2015 | I Wish               | Skee-Lo                                             |
| 2015 | Song 2               | Blur                                                |
| 2015 | Natural Light        | Porter Robinson                                     |
| 2015 | Gettin’ Jiggy Wit It | Will Smith                                          |
| 2016 | Middle               | DJ Snake                                            |
| 2016 | In My Room           | Yellow Claw & DJ Mustard feat. Ty Dolla $ign & Tyga |
| 2016 | I’m God              | Clams Casino                                        |
| 2018 | Ready Yet            | Sasha Sloan                                         |

## Statistik

### Chartauswertung
|                     | NL    | Dance       |
| ------------------- | ----- | ----------- |
| Nummer-eins-Alben   | NL—NL | Dance—Dance |
| Top-10-Alben        | NL—NL | Dance2Dance |
| Alben in den Charts | NL1NL | Dance2Dance |

|                       | NL    | US    | Dance        |
| --------------------- | ----- | ----- | ------------ |
| Nummer-eins-Singles   | NL—NL | US—US | Dance—Dance  |
| Top-10-Singles        | NL—NL | US—US | Dance—Dance  |
| Singles in den Charts | NL2NL | US—US | Dance11Dance |

### Auszeichnungen für Musikverkäufe
| Goldene Schallplatte - Kanada - 2018: für die Single Light - Neuseeland - 2025: für die Single Light |

Anmerkung: Auszeichnungen in Ländern aus den Charttabellen bzw. Chartboxen sind in ebendiesen zu finden.
| Land/RegionAuszeichnungen für Musikverkäufe (Land/Region, Auszeichnungen, Verkäufe, Quellen) | Gold     | Platin | Verkäufe  | Quellen          |
| -------------------------------------------------------------------------------------------- | -------- | ------ | --------- | ---------------- |
| Kanada (MC)                                                                                  | Gold1    | —      | 40.000    | musiccanada.com  |
| Neuseeland (RMNZ)                                                                            | Gold1    | —      | 15.000    | radioscope.co.nz |
| Vereinigte Staaten (RIAA)                                                                    | 2× Gold2 | —      | 1.000.000 | riaa.com         |
| Insgesamt                                                                                    | 4× Gold4 | —      |           |                  |